# Elecciones legislativas de Rusia de 1999

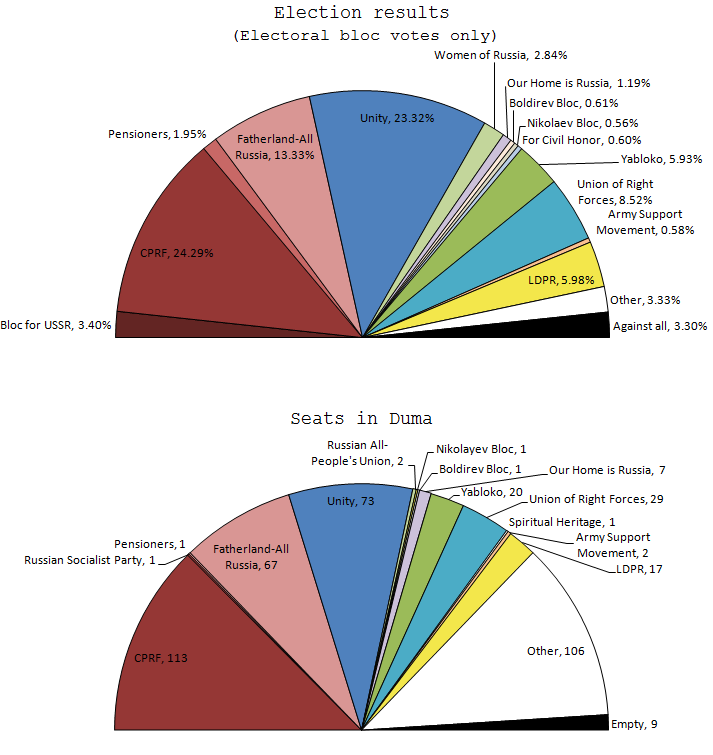
Resultado de las elecciones.

Las elecciones legislativas se celebraron en Rusia el 19 de diciembre de 1999. Estuvieron en juego los 450 escaños de la Duma Estatal. De acuerdo con la ley electoral de 1993, 225 miembros elegidos mediante representación proporcional, mientras que otros 225 miembros fueron elegidos en distritos electorales uninominales. Al igual que en las elecciones anteriores, este sistema resultó en un gran número de partidos que compitieron por los escaños proporcionales, así como en un número significativo de diputados independientes elegidos.
La campaña electoral vio un aumento inicial en la popularidad del bloque Patria - Toda Rusia, liderado por el alcalde de Moscú Yuri Luzhkov y el ex primer ministro Yevgeny Primakov, que trató de capitalizar la incapacidad percibida del presidente Borís Yeltsin y la debilidad de su administración. Las circunstancias cambiaron, sin embargo, cuando Yeltsin designó a Vladímir Putin como primer ministro y su eventual sucesor. El 24 de noviembre, Putin anunció que "como ciudadano" apoyaría al recientemente formado bloque progubernamental Movimiento Interregional "Unidad", encabezado por el General Serguéi Shoigú, miembro de todos los gobiernos rusos desde 1994.

## Resultados
| Partido                                                     | Representación proporcional | Representación proporcional | Representación proporcional | Distrito electoral | Distrito electoral | Distrito electoral | Escaños total | +/–   |
| Partido                                                     | Votos                       | %                           | Escaños                     | Votos              | %                  | Escaños            | Escaños total | +/–   |
| ----------------------------------------------------------- | --------------------------- | --------------------------- | --------------------------- | ------------------ | ------------------ | ------------------ | ------------- | ----- |
| Partido Comunista de la Federación Rusa                     | 16,196,024                  | 24.29                       | 67                          | 8,893,547          | 13.73              | 46                 | 113           | –44   |
| Unidad                                                      | 15,549,182                  | 23.32                       | 64                          | 1,408,801          | 2.17               | 9                  | 73            | Nuevo |
| Patria - Toda Rusia                                         | 8,886,753                   | 13.33                       | 37                          | 5,469,389          | 8.43               | 31                 | 68            | Nuevo |
| Unión de Fuerzas de Derecha                                 | 5,677,247                   | 8.52                        | 24                          | 2,016,294          | 3.11               | 5                  | 29            | Nuevo |
| Bloque Zhirinovsky                                          | 3,990,038                   | 5.98                        | 17                          | 1,026,690          | 1.58               | 0                  | 17            | –34   |
| Yabloko                                                     | 3,955,611                   | 5.93                        | 16                          | 3,289,760          | 5.07               | 4                  | 20            | –25   |
| Comunistas y Trabajadores de Rusia - por la Unión Soviética | 1,481,890                   | 2.22                        | 0                           | 439,770            | 0.68               | 0                  | 0             | –1    |
| Mujeres de Rusia                                            | 1,359,042                   | 2.04                        | 0                           | 326,884            | 0.50               | 0                  | 0             | –3    |
| Partido de los Jubilados Rusos                              | 1,298,971                   | 1.95                        | 0                           | 480,087            | 0.74               | 1                  | 1             | Nuevo |
| Nuestro Hogar – Rusia                                       | 790,983                     | 1.19                        | 0                           | 1,733,257          | 2.67               | 7                  | 7             | –48   |
| Partido Ruso para la Protección de las Mujeres              | 536,022                     | 0.8                         | 0                           | –                  | –                  | –                  | 0             | Nuevo |
| Congreso de las Comunidades Rusas-Movimiento Yuri Boldyrev  | 405,298                     | 0.61                        | 0                           | 461,069            | 0.71               | 1                  | 1             | –4    |
| Bloque Estalinista para la URSS                             | 404,274                     | 0.61                        | 0                           | 64,346             | 0.10               | 0                  | 0             | Nuevo |
| Por Dignidad Civil                                          | 402,754                     | 0.6                         | 0                           | 147,611            | 0.23               | 0                  | 0             | Nuevo |
| Movimiento Político Panruso en Apoyo del Ejército           | 384,404                     | 0.58                        | 0                           | 466,176            | 0.72               | 2                  | 2             | Nuevo |
| Paz, Trabajo, Mayo                                          | 383,332                     | 0.57                        | 0                           | 126,418            | 0.19               | 0                  | 0             | Nuevo |
| Bloque Andreii Nikolayev y Svyatoslav Fyodorov              | 371,938                     | 0.56                        | 0                           | 676,437            | 1.04               | 1                  | 1             | Nuevo |
| Partido de Paz y Unidad                                     | 247,041                     | 0.37                        | 0                           | –                  | –                  | –                  | 0             | Nuevo |
| Unión Panpopular Rusa                                       | 245,266                     | 0.37                        | 0                           | 700,976            | 1.08               | 2                  | 2             | Nuevo |
| Partido Socialista Ruso                                     | 156,709                     | 0.24                        | 0                           | 662,030            | 1.02               | 1                  | 1             | Nuevo |
| Causa Rusa                                                  | 111,802                     | 0.17                        | 0                           | 1,846              | 0.00               | 0                  | 0             | Nuevo |
| Movimiento Conservador de Rusia                             | 87,658                      | 0.13                        | 0                           | 125,926            | 0.19               | 0                  | 0             | Nuevo |
| Partido Popular Panruso                                     | 69,695                      | 0.10                        | 0                           | –                  | –                  | –                  | 0             | Nuevo |
| Movimiento Sociopolítico Panruso "Patrimonio Espiritual"    | 67,417                      | 0.1                         | 0                           | 594,426            | 0.92               | 1                  | 1             | Nuevo |
| Partido Socialista de Rusia                                 | 61,689                      | 0.09                        | 0                           | 30,085             | 0.05               | 0                  | 0             | Nuevo |
| Socialdemócratas                                            | 50,948                      | 0.08                        | 0                           | 18,618             | 0.03               | 0                  | 0             | 0     |
| Partido Ecologista Ruso "Kedr"                              | –                           | –                           | –                           | 112,167            | 0.17               | 0                  | 0             | 0     |
| Movimiento Popular Patriótico Ruso                          | –                           | –                           | –                           | 10,481             | 0.02               | 0                  | 0             | Nuevo |
| Partido Ruso                                                | –                           | –                           | –                           | 7,918              | 0.01               | 0                  | 0             | 0     |
| Partido Conservador Ruso de Emprendedores                   | –                           | –                           | –                           | 2,647              | 0.00               | 0                  | 0             | Nuevo |
| Independientes                                              | –                           | –                           | –                           | 27,877,095         | 42.98              | 105                | 105           | +28   |
| Contra todos                                                | 2,198,702                   | 3.32                        | –                           | 7,695,171          | 11.86              | 8                  | 8             | –     |
| Escaños vacantes                                            | –                           | –                           | –                           | –                  | –                  | 1                  | 1             | –     |
| Votos nulos/en blanco                                       | 1,296,992                   | –                           | –                           | 1,429,779          | –                  | –                  | –             | –     |
| Total                                                       | 66,667,682                  | 100                         | 225                         | 66,295,701         | 100                | 225                | 450           | 0     |
| Votantes registrados/participación                          | 108,073,956                 | 61.7                        | –                           | 108,073,956        | 61.3               | –                  | –             | –     |
| Fuente: Nohlen & Stöver, Universidad de Essex               |                             |                             |                             |                    |                    |                    |               |       |